# Strobilanthes saltiensis
Strobilanthes saltiensis är en akantusväxtart som beskrevs av Spencer Le Marchant Moore. Strobilanthes saltiensis ingår i släktet Strobilanthes och familjen akantusväxter. Inga underarter finns listade i Catalogue of Life.